# Geher-Länderkampf der Männer 1985 Frankreich – BR Deutschland
| 17. Leichtathletik-Länderkampf mit bundesdeutscher Beteiligung 1985 | 17. Leichtathletik-Länderkampf mit bundesdeutscher Beteiligung 1985 |
| ------------------------------------------------------------------- | ------------------------------------------------------------------- |
|                                                                     |                                                                     |
| Geher-Vergleich der Männer: Frankreich – BR Deutschland             |                                                                     |
| Austragungsort                                                      | Delle                                                               |
| Wettbewerbe                                                         | 2                                                                   |
| Datum                                                               | 7. September                                                        |
| 1. FRA 2. FRG                                                       | 28 Punkte 15 Punkte                                                 |
| Chronik                                                             |                                                                     |
| ← FRA-FRG-NLD-SUI Str'lauf (F)                                      | FRA-FRG Geher (F) →                                                 |

Der siebzehnte Vergleich des Länderkampfjahres 1985 war eine Begegnung der Geher, die zum Ende der Länderkampfsaison am 7. September in Delle, einer Gemeinde in der Region Bourgogne-Franche-Comté, gegen Frankreich zu ihrem einzigen Länderkampf in diesem Jahr antraten. Die Begegnung fand als Zweiländerkampf zum neunten Mal statt, fünf Mal hatte die Bundesrepublik gesiegt, dreimal Frankreich. Zuvor hatte es außerdem Länderkämpfe mit den französischen Gehern gegeben, an denen weitere Nationen beteiligt waren. In allen diesen Wettkämpfen hatten die bundesdeutschen Vertreter vorne gelegen.

## Modus
Auf dem Programm standen zwei Wettbewerbe über zwanzig und über 35 Kilometer, die beide auf der Bahn ausgetragen wurden, was vor allem über die lange Distanz sehr ungewöhnlich war. Jede Nation konnte je Wettbewerb vier Geher stellen, von denen die drei Besten gewertet wurden. Sieben Punkte erhielt der Sieger, für Rang zwei wurden fünf Punkte vergeben, für Platz drei vier Punkte, für Platz vier drei Punkte usw.

## Ergebnis
In der Einzelwertung siegte auf beiden Strecken ein französischer Geher. Über zwanzig Kilometer gab es sogar einen französischen Doppelsieg. Auch in der Länderkampfwertung lag Frankreich diesmal vorn. Der Länderkampf endete mit 28 zu fünfzehn Punkten deutlicher als je zuvor für Frankreich.

## Legende
Kurze Übersicht zur Bedeutung der Symbolik – so üblicherweise auch in sonstigen Veröffentlichungen verwendet:
| DNF | nicht im Ziel (did not finish) |
| DSQ | disqualifiziert                |

## Resultate

### 20.000-m-Bahngehen
| Platz | Athlet              | Land | Zeit (h)  |
| ----- | ------------------- | ---- | --------- |
| 1     | Martial Fesselier   | FRA  | 1:27:43,8 |
| 2     | Robert Mildenberger | FRG  | 1:27:45,6 |
| 3     | Philippe Lafleur    | FRA  | 1:29:32,2 |
| 4     | Philippe Detoma     | FRA  | 1:29:44,1 |
| 5     | Torsten Zervas      | FRG  | 1:31:06,3 |
| 6     | John Patin          | FRA  | 1:33:53,7 |
| 7     | Wolfgang Wiedemann  | FRG  | 1:35:21,8 |
| DNF   | Alfons Schwarz      | FRG  |           |

### 35.000-m-Bahngehen
| Platz | Athlet               | Land | Zeit (h)  |
| ----- | -------------------- | ---- | --------- |
| 1     | Alain Lemercier      | FRA  | 2:45:43,9 |
| 2     | Jean-Claude Corre    | FRA  | 2:48:28,5 |
| 3     | Detlef Heitmann      | FRG  | 2:49:12,2 |
| 4     | Jürgen Meyer         | FRG  | 2:52:37,0 |
| 5     | Dominique Guebey     | FRA  | 2:55:50,7 |
| 6     | Jacques Lemontagner  | FRA  | 3:10:10,0 |
| DSQ   | Karl Degener         | FRG  |           |
| DSQ   | Horst-Joachim Matern | FRG  |           |